# Sarpsborg 08 Fotballforening 2012
Questa voce raccoglie le informazioni riguardanti il Sarpsborg 08 Fotballforening nelle competizioni ufficiali della stagione 2012.

## Stagione
Il Sarpsborg 08 chiuse la stagione al 2º posto in classifica, conquistando la promozione in Eliteserien immediatamente dopo la retrocessione dell'anno precedente. L'avventura nella Coppa di Norvegia 2012 si chiuse al terzo turno, quando sopraggiunse l'eliminazione per mano dello Hødd. Il calciatore più utilizzato in stagione fu Nicolay Solberg, con 32 presenze (30 in campionato, 2 nella coppa nazionale). Martin Wiig fu il miglior marcatore con le sue 21 reti, di cui 20 in campionato e una nella Coppa di Norvegia.

## Maglie e sponsor
Lo sponsor tecnico per la stagione 2012 fu Legea, mentre lo sponsor ufficiale fu Borregaard. La divisa casalinga era composta da una maglietta blu con una V bianca sul petto, pantaloncini e calzettoni blu. Quella da trasferta era invece costituita da una maglia bianca con una V blu sul petto, pantaloncini e calzettoni blu.
| Casa | Trasferta |

## Rosa
| N. |                       | Ruolo | Calciatore         |
| -- | --------------------- | ----- | ------------------ |
| 2  | Norvegia (bandiera)   | C     | Robin Larsen       |
| 3  | Spagna (bandiera)     | D     | Álvaro Baigorri    |
| 4  | Norvegia (bandiera)   | D     | Kjetil Berge       |
| 5  | Norvegia (bandiera)   | C     | Jonas Engebretsen  |
| 5  | Norvegia (bandiera)   | C     | Olav Øby           |
| 6  | Norvegia (bandiera)   | D     | Christian Brink    |
| 6  | Norvegia (bandiera)   | D     | Anders Madsen      |
| 7  | Norvegia (bandiera)   | A     | Martin Wiig        |
| 8  | Norvegia (bandiera)   | C     | Morten Giæver      |
| 9  | Norvegia (bandiera)   | D     | Berat Jusufi       |
| 10 | Norvegia (bandiera)   | C     | Michael Røn        |
| 11 | Norvegia (bandiera)   | A     | Øyvind Hoås        |
| 13 | Norvegia (bandiera)   | C     | Ole Heieren Hansen |
| 14 | Montenegro (bandiera) | C     | Mehmed Divanović   |

| N. |                      | Ruolo | Calciatore          |
| -- | -------------------- | ----- | ------------------- |
| 15 | Norvegia (bandiera)  | D     | Nathaniel Ayeh      |
| 16 | Norvegia (bandiera)  | D     | Magnar Ødegaard     |
| 17 | Norvegia (bandiera)  | C     | Erik Jonvik         |
| 18 | Norvegia (bandiera)  | C     | Nicolay Solberg     |
| 19 | Norvegia (bandiera)  | C     | Mathias Engebretsen |
| 20 | Islanda (bandiera)   | P     | Haraldur Björnsson  |
| 21 | Norvegia (bandiera)  | C     | Tobias Henanger     |
| 22 | Danimarca (bandiera) | C     | Claes Jørgensen     |
| 23 | Norvegia (bandiera)  | C     | Tom Erik Breive     |
| 24 | Norvegia (bandiera)  | A     | Mohamed Elyounoussi |
| 25 | Norvegia (bandiera)  | A     | Glenn Roberts       |
| 27 | Norvegia (bandiera)  | P     | Frode Larsen        |
| 31 | Norvegia (bandiera)  | P     | Christian Sukke     |
| 34 | Nigeria (bandiera)   | C     | Stanley Ihugba      |

## Calciomercato

### Sessione invernale(dal 01/01 al 31/03)
| Acquisti | Acquisti           | Acquisti    | Acquisti      |
| R.       | Nome               | da          | Modalità      |
| -------- | ------------------ | ----------- | ------------- |
| P        | Haraldur Björnsson | Valur       | definitivo    |
| P        | Frode Larsen       | Kvik Halden | definitivo    |
| D        | Álvaro Baigorri    | svincolato  |               |
| C        | Nicolay Solberg    | Lillestrøm  | prestito      |
| A        | Emmanuel Amarh     | Kvik Halden | fine prestito |
| A        | Michael Trulsen    | Nybergsund  | fine prestito |

| Cessioni | Cessioni          | Cessioni    | Cessioni      |
| R.       | Nome              | a           | Modalità      |
| -------- | ----------------- | ----------- | ------------- |
| P        | Joacim Heier      | Kvik Halden | definitivo    |
| P        | Magnus Hjulstad   | Bærum       | definitivo    |
| D        | Joakim Eyde       |             | svincolato    |
| D        | Hugues Wembangomo | Aalesund    | definitivo    |
| C        | Joackim Jørgensen | Elfsborg    | definitivo    |
| C        | Martin Mathisen   | Kvik Halden | definitivo    |
| A        | Mohammed Ahamed   | Tromsø      | fine prestito |
| A        | Emmanuel Amarh    | Kvik Halden | definitivo    |
| A        | Michael Trulsen   | Østsiden    | definitivo    |

### Sessione estiva(dal 01/08 al 31/08)
| Acquisti | Acquisti        | Acquisti      | Acquisti   |
| R.       | Nome            | da            | Modalità   |
| -------- | --------------- | ------------- | ---------- |
| D        | Christian Brink | GIF Sundsvall | definitivo |

| Cessioni | Cessioni        | Cessioni | Cessioni   |
| R.       | Nome            | a        | Modalità   |
| -------- | --------------- | -------- | ---------- |
| D        | Magnar Ødegaard | Molde    | definitivo |
| C        | Tobias Henanger | Østsiden | prestito   |

## Risultati

### 1. divisjon

#### Girone di andata
| Arbitro: | Helgerud (Lier) |

|                                         |           |                                            |
| Wiig 51’, 54’ Solberg 58’ Divanović 90’ | Marcatori | 7’ Søgård 32’, 48’ Vilhjálmsson 56’ Owello |

| Arbitro: | Tennøy |

|         |           |               |
| Aas 43’ | Marcatori | 16’, 44’ Hoås |

| Arbitro: | Lundby |

|               |           |               |
| Divanović 87’ | Marcatori | 16’, 82’ Moen |

| Arbitro: | Eskås |

|  |           |          |
|  | Marcatori | 82’ Wiig |

| Arbitro: | Toppe |

|                               |           |                  |
| Giæver 58’ (rig.) Solberg 83’ | Marcatori | 5’ Stene 56’ Bye |

| Arbitro: | Borgersen (Oslo) |

|  |           |                      |
|  | Marcatori | 49’ Solberg 90’ Hoås |

| Arbitro: | Rafiq |

|                          |           |            |
| Solberg 9’ Hoås 18’, 56’ | Marcatori | 57’ Stokke |

| Arbitro: | Tennøy |

|               |           |                                    |
| Ludvigsen 67’ | Marcatori | 58’ (rig.) Giæver 71’, 90’ Solberg |

| Arbitro: | Gjermshus |

|            |           |  |
| Giæver 81’ | Marcatori |  |

| Arbitro: | Eskås |

|                           |           |                    |
| Nordnes 5’ Dos Santos 82’ | Marcatori | 61’ (rig.) Solberg |

| Arbitro: | Hansen |

|                                  |           |                               |
| Elyounoussi 6’ Landro 27’ (aut.) | Marcatori | 31’ (rig.) Landro 45’ Risholt |

| Tromsdalen 8 luglio 2012, ore 18:00 12ª giornata | Tromsdalen | 0 – 0 referto | Sarpsborg 08 | TUIL Arena (568 spett.)\| Arbitro: \| Hansen \| |
| Arbitro:                                         | Hansen     |               |              |                                                 |

| Arbitro: | Nilsen |

|             |           |            |
| Solberg 50’ | Marcatori | 34’ Hansen |

| Arbitro: | Staberg (Harstad) |

|                      |           |                 |
| Klock 69’ Sandal 84’ | Marcatori | 62’ Elyounoussi |

| Arbitro: | Gya |

|                                   |           |                 |
| Elyounoussi 2’ Hoås 38’, 42’, 49’ | Marcatori | 16’ Lehne Olsen |

#### Girone di ritorno
| Arbitro: | Tennøy |

|                       |           |                                         |
| Nervold 26’ Aalbu 37’ | Marcatori | 8’ Elyounoussi 40’ Breive 69’, 77’ Wiig |

| Arbitro: | Øvrebø (Oslo) |

|                                     |           |  |
| Wiig 1’, 19’ Solberg 23’ Breive 70’ | Marcatori |  |

| Arbitro: | Tennøy |

|                                               |           |                                         |
| Vilhjálmsson 8’ Berge 29’ (aut.) Børufsen 42’ | Marcatori | 5’ Breive 10’ Elyounoussi 23’, 55’ Wiig |

| Sarpsbor 26 agosto 2012, ore 18:00 19ª giornata        | Sarpsborg 08 | 2 – 0 referto | Tromsdalen | Sarpsborg Stadion (2.779 spett.) |
| \| \| \| \| \| Solberg 37’ Hoås 90’ \| Marcatori \| \| |              |               |            |                                  |
|                                                        |              |               |            |                                  |
| Solberg 37’ Hoås 90’                                   | Marcatori    |               |            |                                  |

| Arbitro: | Nilsen |

|                                         |           |                                                |
| Gundersen 28’, 51’ Jørgensen 43’ (aut.) | Marcatori | 17’, 19’, 26’ Elyounoussi 54’ Wiig 89’ Solberg |

| Arbitro: | Hansen |

|                 |           |                          |
| Giæver 13’, 61’ | Marcatori | 57’ V. Heltne 63’ Sandal |

| Arbitro: | Hansen |

|                                                |           |                        |
| Risholt 16’ Breimyr 25’ Herrem 66’ Khattab 70’ | Marcatori | 14’ Wiig 87’, 90’ Hoås |

| Arbitro: | Lundby |

|                     |           |                |
| Giæver 11’ Hoås 27’ | Marcatori | 89’ Rosenkilde |

| Arbitro: | Toppe |

|  |           |               |
|  | Marcatori | 17’, 52’ Wiig |

| Arbitro: | Steen |

|  |           |                                          |
|  | Marcatori | 56’ Dimitriadis 68’ Ca. Hansen 73’ Dieng |

| Arbitro: | Lundby |

|                           |           |                                 |
| T. Braaten 3’ Saltnes 47’ | Marcatori | 31’ Breive 33’ Wiig 61’ Solberg |

| Arbitro: | Gjermshus |

|                                              |           |  |
| Ihugba 3’ Wiig 6’, 40’, 75’ Solberg 34’, 64’ | Marcatori |  |

| Arbitro: | Gya |

|              |           |                            |
| Riksvold 90’ | Marcatori | 11’ Elyounoussi 50’ Breive |

| Arbitro: | Eskås |

|                             |           |                      |
| Giæver 4’ Hoås 74’ Wiig 83’ | Marcatori | 19’ Nynes 69’ Holmen |

| Arbitro: | Gya |

|              |           |                             |
| Shindika 13’ | Marcatori | 27’ Divanović 59’, 80’ Wiig |

### Coppa di Norvegia
| Holmlia 1º maggio 2012, ore 18:00 Primo turno                              | Holmlia   | 1 – 3 referto                 | Sarpsborg 08 | Lusetjern Kunstgress |
| \| \| \| \| \| Salimi 15’ \| Marcatori \| 25’ Ødegaard 41’, 77’ Solberg \| |           |                               |              |                      |
|                                                                            |           |                               |              |                      |
| Salimi 15’                                                                 | Marcatori | 25’ Ødegaard 41’, 77’ Solberg |              |                      |

| Sarpsborg 10 maggio 2012, ore 18:00 Secondo turno                                                                        | Sarpsborg 08 | 6 – 1 referto       | Moss | Sarpsborg Stadion (948 spett.) |
| \| \| \| \| \| Hoås 16’ Giæver 36’ (rig.), 44’ Elyounoussi 52’ Berge 55’ Wiig 83’ \| Marcatori \| 27’ (rig.) Klaussen \| |              |                     |      |                                |
| |              |                     |      |                                |
| Hoås 16’ Giæver 36’ (rig.), 44’ Elyounoussi 52’ Berge 55’ Wiig 83’                                                       | Marcatori    | 27’ (rig.) Klaussen |      |                                |

| Arbitro: | Staberg (Harstad) |

|                          |           |            |
| Standal 66’ Helland 117’ | Marcatori | 38’ Giæver |

## Statistiche

### Statistiche di squadra
| Competizione      | Punti | In casa | In casa | In casa | In casa | In casa | In casa | In trasferta | In trasferta | In trasferta | In trasferta | In trasferta | In trasferta | Totale | Totale | Totale | Totale | Totale | Totale | DR  |
| Competizione      | Punti | G       | V       | N       | P       | Gf      | Gs      | G            | V            | N            | P            | Gf           | Gs           | G      | V      | N      | P      | Gf     | Gs     | DR  |
| ----------------- | ----- | ------- | ------- | ------- | ------- | ------- | ------- | ------------ | ------------ | ------------ | ------------ | ------------ | ------------ | ------ | ------ | ------ | ------ | ------ | ------ | --- |
| 1. divisjon       | 63    | 15      | 8       | 5       | 2       | 37      | 21      | 15           | 11           | 1            | 3            | 36           | 22           | 30     | 19     | 6      | 5      | 73     | 43     | +30 |
| Coppa di Norvegia | -     | 1       | 1       | 0       | 0       | 6       | 1       | 2            | 1            | 0            | 1            | 4            | 3            | 3      | 2      | 0      | 1      | 10     | 4      | +6  |
| Totale            | -     | 16      | 9       | 5       | 2       | 43      | 22      | 17           | 12           | 1            | 4            | 40           | 25           | 33     | 21     | 6      | 6      | 83     | 47     | +36 |

### Statistiche dei giocatori
| Giocatore      | 1. divisjon | 1. divisjon | 1. divisjon | 1. divisjon | Coppa di Norvegia | Coppa di Norvegia | Coppa di Norvegia | Coppa di Norvegia | Totale   | Totale | Totale      | Totale     |
| Giocatore      | Presenze    | Reti        | Ammonizioni | Espulsioni  | Presenze          | Reti              | Ammonizioni       | Espulsioni        | Presenze | Reti   | Ammonizioni | Espulsioni |
| -------------- | ----------- | ----------- | ----------- | ----------- | ----------------- | ----------------- | ----------------- | ----------------- | -------- | ------ | ----------- | ---------- |
| N. Ayeh        | 0           | 0           | 0           | 0           | 0                 | 0                 | 0                 | 0                 | 0        | 0      | 0           | 0          |
| Á. Baigorri    | 19          | 0           | 4           | 0           | 2                 | 0                 | 0                 | 0                 | 21       | 0      | 4           | 0          |
| K. Berge       | 27          | 0           | 4           | 0           | 3                 | 1                 | 0                 | 0                 | 30       | 1      | 4           | 0          |
| H. Björnsson   | 22          | 0           | 1           | 0           | 0                 | 0                 | 0                 | 0                 | 22       | 0      | 1           | 0          |
| T. Breive      | 23          | 5           | 3           | 0           | 2                 | 0                 | 0                 | 0                 | 25       | 5      | 3           | 0          |
| C. Brink       | 11          | 0           | 0           | 0           | 0                 | 0                 | 0                 | 0                 | 11       | 0      | 0           | 0          |
| M. Divanović   | 10          | 3           | 1           | 0           | 3                 | 0                 | 0                 | 0                 | 13       | 3      | 1           | 0          |
| M. Elyounoussi | 26          | 9           | 2           | 0           | 3                 | 1                 | 0                 | 0                 | 29       | 10     | 2           | 0          |
| J. Engebretsen | 1           | 0           | 0           | 0           | 0                 | 0                 | 0                 | 0                 | 1        | 0      | 0           | 0          |
| M. Engebretsen | 7           | 0           | 1           | 0           | 1                 | 0                 | 0                 | 0                 | 8        | 0      | 1           | 0          |
| M. Giæver      | 27          | 7           | 2           | 0           | 2                 | 3                 | 0                 | 0                 | 29       | 10     | 2           | 0          |
| O. Hansen      | 28          | 0           | 3           | 0           | 3                 | 0                 | 0                 | 0                 | 31       | 0      | 3           | 0          |
| T. Henanger    | 0           | 0           | 0           | 0           | 0                 | 0                 | 0                 | 0                 | 0        | 0      | 0           | 0          |
| Ø. Hoås        | 28          | 13          | 2           | 0           | 2                 | 1                 | 0                 | 0                 | 30       | 14     | 2           | 0          |
| S. Ihugba      | 27          | 1           | 5           | 0           | 2                 | 0                 | 0                 | 0                 | 29       | 1      | 5           | 0          |
| E. Jonvik      | 20          | 0           | 1           | 0           | 3                 | 0                 | 0                 | 0                 | 23       | 0      | 1           | 0          |
| C. Jørgensen   | 21          | 0           | 0           | 0           | 3                 | 0                 | 0                 | 0                 | 24       | 0      | 0           | 0          |
| B. Jusufi      | 10          | 0           | 0           | 0           | 0                 | 0                 | 0                 | 0                 | 10       | 0      | 0           | 0          |
| F. Larsen      | 9           | 0           | 0           | 0           | 3                 | 0                 | 0                 | 0                 | 12       | 0      | 0           | 0          |
| R. Larsen      | 1           | 0           | 0           | 0           | 0                 | 0                 | 0                 | 0                 | 1        | 0      | 0           | 0          |
| A. Madsen      | 0           | 0           | 0           | 0           | 0                 | 0                 | 0                 | 0                 | 0        | 0      | 0           | 0          |
| O. Øby         | 0           | 0           | 0           | 0           | 0                 | 0                 | 0                 | 0                 | 0        | 0      | 0           | 0          |
| M. Ødegaard    | 15          | 0           | 0           | 0           | 3                 | 1                 | 0                 | 0                 | 18       | 1      | 0           | 0          |
| G. Roberts     | 14          | 0           | 3           | 1           | 1                 | 0                 | 0                 | 0                 | 15       | 0      | 3           | 1          |
| M. Røn         | 11          | 0           | 0           | 0           | 1                 | 0                 | 0                 | 0                 | 12       | 0      | 0           | 0          |
| N. Solberg     | 30          | 14          | 1           | 0           | 2                 | 2                 | 0                 | 0                 | 32       | 16     | 1           | 0          |
| C. Sukke       | 0           | 0           | 0           | 0           | 0                 | 0                 | 0                 | 0                 | 0        | 0      | 0           | 0          |
| M. Wiig        | 27          | 20          | 1           | 0           | 3                 | 1                 | 0                 | 0                 | 30       | 21     | 1           | 0          |